# .aw
.aw és el domini territorial de primer nivell (ccTLD) d'Aruba. Està administrat per SETAR.
Accepta registrar-se directament al segon nivell i, per entitats comercials, sota de .com.aw.